# Гребенников, Валерий Васильевич
Валерий Васильевич Гребе́нников (род. 14 октября 1946, Минск) — российский государственный деятель, юрист, учёный. Заслуженный юрист Российской Федерации, доктор юридических наук, профессор. Депутат Государственной думы Федерального Собрания Российской Федерации II, III и IV созывов. Вице-губернатор Иркутской области. Заведующий кафедрой судебной власти, правоохранительной и правозащитной деятельности Российского университета дружбы народов.

## Биография
Окончил Университет дружбы народов имени Патриса Лумумбы в 1974 году. Специальность — «международное право, юрист».
В 1974—1981 годах — консультант, старший ревизор, заместитель начальника отдела, начальник отдела Государственного арбитража при Совете министров СССР. В 1981—1987 годах — референт юридического отдела Управления делами Совета министров СССР.
В 1987—1990 годах — заместитель главного государственного арбитра СССР. В 1990—23.01.1992 года — главный государственный арбитр России (ушёл в отставку по собственной просьбе).
В 1993—1995 годах — вице-президент концерна «Олби», заместитель председателя совета директоров компании «Олби-дипломат». В 1995 году был заместителем руководителя исполкома движения «Наш дом — Россия» (НДР).
С 1995 года — депутат Государственной Думы России (по списку НДР), был заместителем председателя комитета Государственной Думы по законодательству и судебно-правовой реформе.
С 1999 года — депутат Государственной Думы России (от Кунцевского избирательного округа № 193 города Москвы). Выдвинут движением «Отечество — Вся Россия», член его парламентской фракции. В 2000—2002 годах — заместитель председателя комитета Государственной Думы по государственному строительству, в 2002—2003 гг. — председатель этого комитета.
С 2003 года — депутат Государственной Думы России (от Кунцевского избирательного округа № 193 города Москвы). Выдвинут партией «Единая Россия», член её парламентской фракции. В 2004—2007 годах — первый заместитель председателя комитета Государственной Думы по гражданскому, уголовному, арбитражному и процессуальному законодательству. В 2007 — член комитета Государственной думы по образованию и науке, с октября 2007 — его председатель. С 2005 года одновременно был заместителем председателя комиссии Государственной Думы по вопросам практики применения избирательного законодательства Российской Федерации. Член российской делегации в Парламентской ассамблее Совета Европы.
- 1 июля 2010 года назначен заместителем губернатора Иркутской области.

## Научно-педагогическая деятельность
- в 1995 году защитил диссертацию на соискание ученой степени кандидата юридических наук по теме «Конституционно-правовые основы частной собственности в условиях формирования рыночных отношений в Российской Федерации»[1].
- в 1997 году защитил диссертацию на соискание ученой степени доктора юридических наук по теме «Становление гражданского общества в России и институт собственности (конституционо-правовой аспект)»[2].
- с 2003 года по 2011 год — заведующий кафедрой конституционного и муниципального права Российского университета дружбы народов[3].
- с 2011 года по н.в. — заведующий кафедрой судебной власти, правоохранительной и правозащитной деятельности Российского университета дружбы народов[3].
- Член редакционных коллегий и редакционных советов ряда научных журналов, в том числе Всероссийского научно-практического журнала «Правовая инициатива».[4]

## Награды, почётные звания
- Орден «За заслуги перед Отечеством» III степени (2007)[5]
- Орден «За заслуги перед Отечеством» IV степени (2003)[6]
- Заслуженный юрист Российской Федерации (1997)[7]
- Благодарность Президента Российской Федерации (2002)[8]
- Почётная грамота Правительства Российской Федерации (14 октября 1996) — за большой вклад в развитие демократических реформ в России и многолетний добросовестный труд